# ОСВВ в России

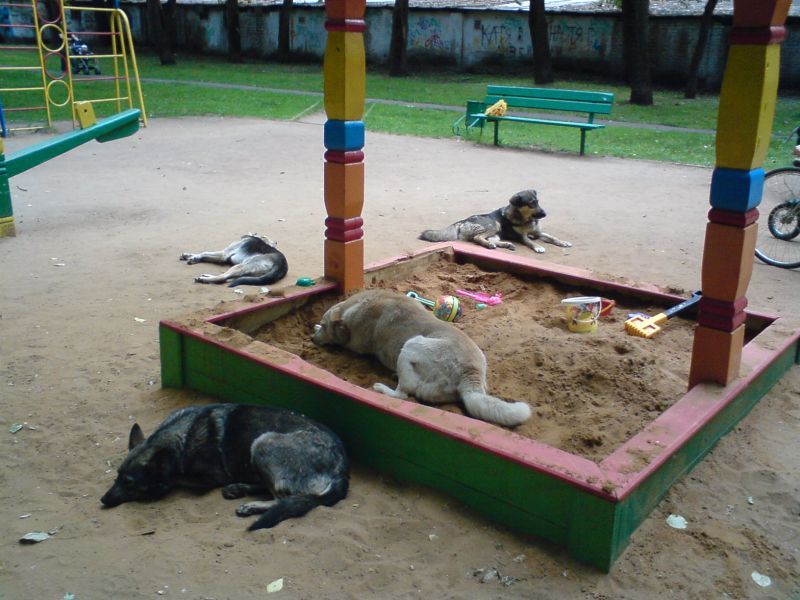
Бродячие собаки, выпущенные зоозащитниками в среду обитания в подмосковных Химках

ОСВВ в России — способ обращения с бездомными собаками, известный как «отлов-стерилизация-вакцинация-возврат», узаконивающий их свободное нахождение в городской среде. Является экспериментальным методом, предложенным российской зоозащитной общественностью, ведущей борьбу за освобождение животных. Предусматривает замену собой практикуемого в большинстве стран мира безвозвратного отлова. ОСВВ также предполагает запрет на усыпление невостребованных особей в приютах. Вместо этого происходит возвращение самок стерилизованных собак в места поимки и их последующее свободное безнадзорное обитание на улицах. Реализуется по образцу аналогичных программ 1990-х годов, проводившихся зоозащитными активистами из стран Западной Европы, оказывающими помощь животным в ряде городов Индии. Финансируется на средства областных и городских бюджетов. Исполнителями выступают частные фирмы — ООО, ИП, АНО приюты для животных и аффилированные с ними ветеринарные клиники. Идеологи ОСВВ, продвигая методику, ссылаются на рекомендации ВОЗ, однако это организация в начале 2000-х предлагала возвратную стерилизацию в качестве способа борьбы с бешенством лишь для ряда слаборазвитых стран Азии, где собаки в силу тропического климата и местных традиций живут на улицах, а покушение на их жизнь противоречит религиозным верованиям населения. В 2004 году ВОЗ признала, что данные рекомендации были мнением отдельных экспертов, и никакие научные исследования об эффективности ОСВВ ей не осуществлялись. 
Стратегия ОСВВ допускает совместное обитание популяции бездомных собак, кошек и диких животных. При этом бродячие собаки в условиях свободного обитания формируют стайную иерархию и становятся доминирующими хищниками в масштабе городской экосистемы, в результате чего массово истребляют бездомных и гуляющих домашних кошек и диких животных, в том числе редких и исчезающих видов
В Москве программа проводилась с 1998 по 2009 год, пока не была прекращена из-за неэффективности, угрозы санитарному благополучию населения (вспышек бешенства), уничтожения дикой краснокнижной фауны городских парков стерилизованными безнадзорными собаками и ряда скандалов, связанных с хищением средств. В ряде других регионов была запущена с середины первой декады 2000-х годов. Находит поддержку среди ряда борцов за права животных, политиков и журналистов СМИ, которые требуют закрепить ОСВВ в качестве основного метода обращения с бездомными собакам в федеральном законодательстве Критикуется профильными специалистами — санитарными и ветеринарными врачами, кинологами, а также защитниками бездомных кошек. В числе одной из основных претензий к программе — вакцинацию от бешенства нужно проводить не реже 1 раза в год, повторный отлов всех стерилизованных животных для этого в условиях крупных городов невозможен. При этом в рамках программ ОСВВ прививки от энтерита, чумы, лептоспироза и других болезней, чреватых эпидемиями, не проводятся В качестве негативных последствий ОСВВ называется рост самовольных отравлений стай бродячих собак местными жителями в целях превентивной самозащиты, и недовольными тем, что эти животные больше не отлавливаются, а также появление движения догхантеров
Как отмечала в 2012 году правительственная «Российская газета», у программы ОСВВ, которая продвигается зоозащитной общественностью, деятелями театра и мастерами искусств, нет научного фундамента: она базируется лишь на эмоциях, эксплуатируя гуманные чувства граждан.
В нескольких регионах страны метод ОСВВ был запрещен решениями судов и прокуратуры, в двух из них — решением Верховного суда РФ, однако согласно принятому Госдумой ФЗ-498, с 2020 года ОСВВ стал одним из двух возможных легальных методов обращения с бродячими собаками в России (второй — пожизненное содержание в приютах за счет бюджета). В Конституционный суд РФ в апреле 2019 года был подан иск об исключении метода ОСВВ из ФЗ-498.
В апреле 2023 года в Госдуму поступил законопроект 16 депутатов, в результате принятия которого, регионы смогут отказаться от ОСВВ и вводить свои региональные порядки обращения с бродячими собаками, включая усыпление. Первое чтение назначено на 16 мая 2023 года. 12 июня того же года закон был принят в 3 чтении, 19 июля его одобрил Совет Федерации, а 24 июля подписал президент Владимир Путин.
В 2023—2024 годах законодательные собрания субъектов федерации приняли правовые акты, согласно которым в ряде случаев допускается усыпление отловленных бродячих собак, как мера регулирования численности этих животных.

## Реализация в регионах страны
По данным депутата Госдумы РФ, бизнесмена Владимира Панова на 2017 год, экспериментальная методика ОСВВ проводилась в 4 регионах страны, согласно разработанному им законопроекту, планируется расширить её применение на всю страну

### Москва

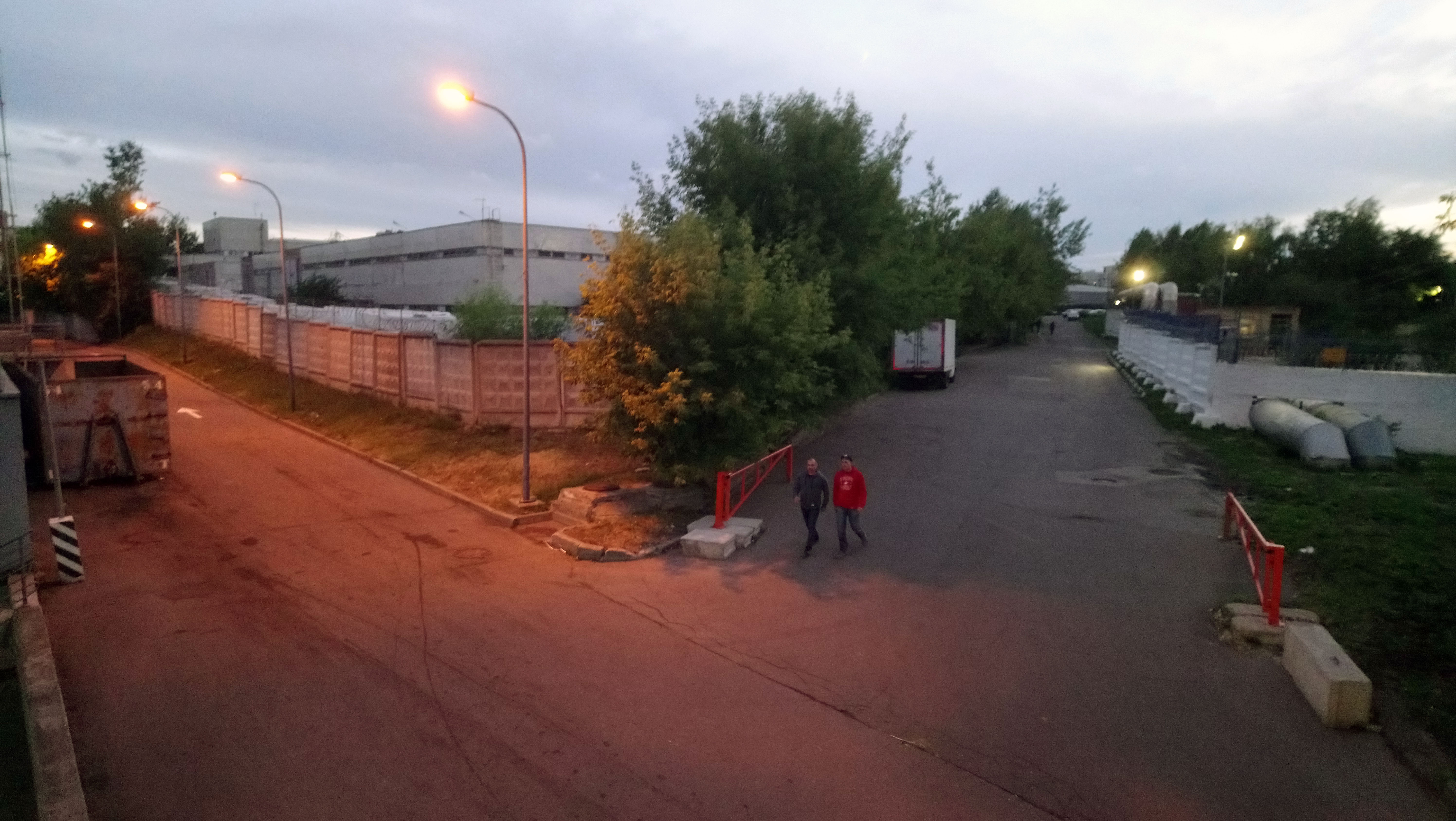
Промзона в Сигнальном проезде, где в разгар реализации программы ОСВВ в январе 2004 года погибла Валентина Архипова после нападения на нее стаи из 30 собак

Программа была разработана в 1990-е годы общественностью — участниками столичного зоозащитного движения и проводилась на средства городского бюджета частными фондами и аффилированными с ними ветеринарными клиниками в отношении бездомных собак. Действовала с 1998 по 2009 год. Пользовалась поддержкой со стороны защитников прав животных, вызвала спорную оценку и подвергалась критике как специалистами, так и СМИ. Программа себя не оправдала — количество бездомных собак на улицах Москвы за время работы программы не изменилось.
14 января 2004 года 52-летняя Валентина Архипова шла на работу через Сигнальный проезд, расположенный между станциями метро «Владыкино» и «Отрадное». На площадке перед мусороперерабатывающим заводом на нее набросилась свора бродячих собак. Оказавшиеся неподалёку мужчины попытались с помощью лопат отбить женщину у собак. Стая проявила способности к самоорганизации и окружила свою жертву, не подпуская к ней людей. Врачам Боткинской больницы спасти женщину не удалось. Свидетели утверждали, что в стае было около 30 собак. Двумя днями ранее на том же месте собаки напали еще на одну местную жительницу, которая с тяжелой травмой ног была доставлена в отделении травматологии Института имени Склифосовского: ее отбил у собак водитель проезжавшего мимо «КамАЗа». После гибели Архиповой на том же месте произошло еще два подобных инцидента: 22 января стая напала на работницу расположенной неподалёку ТЭЦ, а в полдень 23-го появилась еще одна жертва, тоже женщина, которая была госпитализирована с тяжелыми травмами ног. По данным врачей, погибшая Архипова была буквально разорвана на куски.
В 2004 году главный санитарный врач столицы Николай Филатов написал мэру Юрию Лужкову письмо, в котором раскритиковал программу стерилизации и заявил, что «она ведёт к осложнению эпидемической обстановки на территории города». В 2005 году главный редактор Красной книги Москвы Борис Самойлов заявил, что бездомные собаки сожрали всех косуль в «Лосином Острове» и угрожают любым другим животным, «за исключением белок, которые могут спрятаться на деревьях». После провала, программа была заменена на безвозвратный отлов собак и пожизненное содержание в муниципальных приютах.

### Московская область
В 2014 году по предложению депутатов Мособлдумы от КПРФ, был запрещён гуманный безвозвратный отлов собак, вместо него в законе по благоустройству единственным способом регулирования численности стала ОСВВ, а губернатором Московской области Андреем Воробьёвым была утверждена губернаторская программа ОСВ (отлов, стерилизация, выпуск на прежнее место обитания бездомных собак), реализация этой программы рассчитана на период 2014—2018 гг.
В 2015 году на стерилизацию бродячих собак, их лечение и выпуск обратно на улицы из областного бюджета было затрачено 35,6 миллионов рублей.
Инициатором и идеологом внедрения программы на территории Воскресенского района была местный муниципальный депутат от КПРФ, директор ООО «Ветпомощь» Маргарита Краюшкина. В январе 2015 года после жалобы сотрудников детского сада микрорайона «Красный строитель» на наличие на территории нескольких выводков бездомных собак, Краюшкина на собственные средства обеспечила отправку зверей на стерилизацию, а через месяц вернула 8 собак обратно в детский сад с бирками в ушах, пообещав в дальнейшем содействовать государственному финансированию ОСВ
В апреле 2016 года стая стерилизованных собак с жёлтыми бирками в ушах напала на 4-летнего мальчика возле магазина «Пятёрочка» в Воскресенске, укусив его в живот. Ранее эти же звери покусали девочку.
По состоянию на апрель 2016 года бездомные собаки покусали 4000 жителей региона, за 2015 год было зарегистрировано 25 000 покусов. В области сохраняется напряжённая обстановка по бешенству. В Щёлковском районе, где с 2014 года действует ОССВ, в ноябре 2016 года бездомная собака напала в жилом квартале новостроек «Лукино-Варино» на 8-летнего мальчика, прокусив ему шею и лицо.

### Калининград
Закон Калининградской области от 2 декабря 2015 года № 488 «Об организации проведения на территории Калининградской области мероприятий по отлову и содержанию безнадзорных животных» определил, что основным направлением по уменьшению численности безнадзорных животных является «гуманный, научно обоснованный и экономически целесообразный метод ОСВ: отлов, стерилизация и возврат в прежнее место обитания» До этого в регионе использовался метод безвозвратного отлова — отловленные собаки содержались от 10 до 30 дней в приюте, а затем усыплялись.
С 2015 года ОСВВ проводится на бюджетные средства, выделенные общественной организации КРОО «Право на жизнь», которая занимается отловом и последующим выпуском собак, помеченных жёлтыми бирками в ушах, на улицы. Организация была создана зоозащитницей и бухгалтером-юристом по профессии Натальей Галяс в 2014 году с заявленной целью — помощь бездомным животным; выступает противником усыпления невостребованных собак, предпочитая отпускать их на улицу. Местные СМИ отмечают, что стерилизованные собаки, вместе с нестерилизованными и самовыгульными образуют стаи и бегают по городу. 11 ноября 2016 года одна из таких собак напала на годовалого ребёнка на детской площадке на Воздушной улице, укусив его за лицо.
Сумма финансирования из областного бюджета общественной организации «Право на жизнь», которая в 2016 году занималась стерилизацией бродячих собак и их возвратом на улицы, составила 9,1 миллиона рублей. Руководитель региональной Службы ветеринарии и государственной ветеринарной инспекции Александр Мурыгин отмечал, что зоозащитной общественности удалось выиграть тендер благодаря занижению цены: они заявили стоимость работ по одной собаке — 2,4 тыс. руб. (вместо запланированных 4 тыс. руб.), а хирурги работали у них бесплатно. Контрактом предполагается эвтаназия до 15 % отловленных животных, однако зоозащитники усыпили лишь 57 собак. На базе организации одновременно содержится 150 собак, отловленных по программе, также 50 собак проживает на постоянной основе в приюте организации. В ноябре 2016 года губернатор региона Антон Алиханов удвоил финансирование стерилизации бездомных собак — до 18, 2 миллионов рублей.
В 2016 году зафиксировано 2245 покусов собаками граждан, большая часть — это инциденты, связанные с нападением бродячих собак, которые покусали 1193 жителей региона. Из-за жалоб граждан и представителей муниципалитетов общественная организация «Право на жизнь», которая по госконтрактам занимается отловом, стерилизацией (кастрацией) бездомных животных, в 2017 году стала чаще подвергать отловленных собак эвтаназии. В 2016 году за весь год было усыплено 4 % животных, то в январе 2017 года лишили жизни 42 собаки из трёхсот отловленных.
В июне 2017 года стая бродячих собак проникла на территорию Калининградского зоопарка и напала на кенгуру, находившихся в вольере. От укусов и стресса погибли две взрослые самки кенгуру.
В октябре 2017 года прокурор области Сергей Хлопушин нашёл нарушение в региональном законе об отлове и содержании бездомных животных. Руководитель надзорного ведомства вынес соответствующий протест. Вопрос рассмотрели на заседании Облдумы в четверг, 5 октября. Как пояснила старший помощник прокурора области Лариса Тимошина, в региональном законе предусмотрен возврат отловленных собак на улицы. Вместе с тем в действующем федеральном законодательстве такой меры нет. Профильный комитет Облдумы совместно с региональным правительством должен будет в течение двух месяцев внести соответствующие изменения.
В октябре 2018 года было возбуждено уголовное дело против общественной организация помощи бездомным животным «Право на жизнь», в ходе прокурорской проверки выяснилось, что зоозащитная общественность израсходовала свыше 1 млн рублей из бюджета региона по своему усмотрению — в органы государственной власти были предоставлены недостоверные сведения об исполнении взятых на себя обязательств по заключённым в 2016 году контрактам на оказание услуг по отлову и содержанию безнадзорных животных на территории области.

### Крым
ОСВВ на бюджетные средства была начата в Крыму ещё при украинской власти: в феврале 2013 года в Евпаторийском горисполкоме мэр города Андрей Даниленко и директор по развитию проекта Международной зоозащитной организации «4 лапы» Амир Халил подписали договор о сотрудничестве в реализации программы стерилизации бездомных животных. Евпатория стала первым крымским городом, участвующим в данной программе, и десятым на Украине. Проект был рассчитан на 1 месяц. По данным организации «4 лапы», с помощью мобильных клиник на базе микроавтобусов, им удалось стерилизовать 800 бродячих собак.
В октябре 2014 года рабочая группы Общественной палаты Республики Крым и общественных организаций Крыма занялась подготовкой общественного обсуждения законопроекта «О содержании и защите от жестокого обращения домашних животных», разработанного ОП РК, в группу вошли председатель Крымской региональной общественной организации "Лиги защиты животных «Верный друг» Людмила Милованова, члены ОП РК — инженер-строитель Ольга Собещанская и член комитета по премиям, журналист Юрий Рапопорт. Председатель Общественной палаты Республики Крым, учитель русского языка по образованию, Григорий Иоффе подчеркнул, что это первое общественное обсуждение, которое будет проводить новоизбранная Общественная палата, а его главная наша задача — способствовать тому, чтобы в Крыму принимали законы, необходимые жителям полуострова. Одна из участниц группы по разработке законопроекта, инженер по образованию Людмила Милованова с 2008 года вела борьбу за права животных, проводила митинги и пикеты с требованием введения методики ОСВВ и запрещения отлова. По её мнению, бродячие собаки «совершенно не несут никакой национальной угрозы», а «стерилизованные животные живут дольше, они не представляют опасности для общества» Как заявляла Милованова, собак нужно «оставить в черте города, где они будут занимать свою экологическую нишу»
В 2016 году глава республики Сергей Аксёнов подписал закон «О содержании и защите от жестокого обращения домашних животных и мерах по обеспечению безопасности населения в Республике Крым», согласно которому в этом регионе России безвозвратный отлов собак стал запрещён, а «стерилизованные безнадзорные животные, имеющие метку установленного образца, отлову не подлежат, за исключением тех, которые проявляют немотивированную агрессивность по отношению к человеку. При отсутствии приютов либо свободных мест в них отловленных безнадзорных животных возвращают в прежнюю среду обитания после обязательной стерилизации, вакцинации, мечения и иных профилактических мероприятий» Стерилизация кошек и регулирование их численности законом не предусмотрены.
Фирма, которую возглавляла одна из разработчиков законопроектов Людмила Милованова (Крымская региональная общественная организация любителей животных «Верный друг»), победила в конкурсе социальных субсидий Министерства труда и социальной защиты Республики Крым. На выделенные средства она планировала стерилизовать и выпустить обратно на улицы 25 собак в месяц, был заключён договор с симферопольской клиникой «Зоодоктор». Однако, как отметила Милованова, «это капля в море, которая не решит в корне проблему бездомных животных даже в крымской столице».
В 2017 году несколько тендеров на проведение ОСВВ в различных городах Крыма — в Ялте, Алуште и Керчи выиграла общественная организация «Ковчег» из Ялты. Её президент Анна Сергеева владеет частным приютом, ранее вела борьбу со службами отлова, умерщвлявших собак, а в 2000-х годах она работала в мэрии Москвы, в отделе городской фауны и занималась программой стерилизации бездомных собак, закрытой после серии скандалов в 2008 году. В Керчи из республиканского бюджета в 2017 году выделили этой общественной организации 2 292 465 рублей. Этого хватит на стерилизацию 588 животных из обитающих на улицах этого города, по официальным данным, 30 тысяч бродячих псов. При этом 147 больных животных предполагается усыпить
. Собак через неделю после отлова и стерилизации возвращают на улицы города с красными чипами в ушах. В Керчи стали появляться чипированные собаки На аналогичные цели в Ялте она получила в 2016 году 450 тысяч рублей, а весной 2017 — более миллиона рублей. Администрация Алушты разместила на своём сайте объявление, предложив обращаться с заявками на отлов по мобильному телефону лично к президенту общественной организации Анне Сергеевой.
Сумма бюджетных средств, выделенных властями Крыма на ОСВВ в 2017 году составляет около 30 миллионов рублей.
По состоянию на август 2017 года, фирма зоозащитницы Миловановой стерилизовала и выпустила на средства республиканского бюджета 80 собак в Симферополе, фирма зоозащитницы Анны Сергеевой — 161 собаку в Ялте и 174 собаку в Керчи, 250 стерилизованных собак оказались на улицах Евпатории, где ОСВВ занимается местный фонд помощи животным «От сердца к сердцу» Ирины Харченко
В Ленинском районе Крыма в июле 2017 года тендер на ОСВВ на 1 миллион рублей выиграла симферопольская фирма ООО «Авварк» Елены Лукьяновой. Однако местные жители стали обращать внимание на то, что 35 выпущенных после стерилизации бродячих собак с бирками в ушах разгуливают по посёлку Ленино окровавленные и у некоторых из животов болтались куски плоти. По данным волонтёров, зверей выпустили на улицы на четвёртый день после операции, они выглядели замученными, дикими и агрессивными. Швы у некоторых собак начинали гнить. Одна из страдающих стерилизованных собак покусала волонтёра, которая пыталась ей помочь. Годом ранее ООО «Авварк» стало победителем в конкурсе на предоставление субсидий (грантов) в размере 409 994,50 рублей от правительства столицы Крыма в рамках муниципальной программы "Развитие и поддержка малого и среднего предпринимательства, при этом, как отмечает официальный портал городской администрации, «ООО „АВВАРК“ активно принимает участие в социально-значимых мероприятиях города, способствует уменьшению количества бездомных животных».
СМИ отмечали, что в 2017 году в Крыму резко участились случаи самовольных отравлений неизвестными лицами бездомных животных В июле этого года был зафиксирован случай, когда на пляже Феодосии было отравлено сразу 16 бродячих собак

### Нижний Новгород

#### Первый запуск 2001—2003 гг.
В 2001 году администрацией города были приняты «Правила содержания домашних животных», в основу которых легли положения, разработанные специалистами Общественного экологического центра «Дронт» и Общественной организации «Экополис». В основу «программы гуманного регулирования численности безнадзорных собак и кошек» на территории Нижнего Новгорода был положен метод отлова, стерилизации и выпуска (ОСВ) животного в места своего прежнего обитания. Выбраковка и эвтаназия животных полностью отвергались.
Данная программа просуществовала более 2 лет и дала следующие результаты:
```
     • возросла численность безнадзорных животных, причём процент стерилизованных животных в популяции практически стал нулевым в основном из-за естественной смерти стерилизованных животных и роста популяции в целом. По данным отчётов ООО "Экополис", которая непосредственно выполняла программу регулирования, на конец 2002 г. было простерилизовано и выпущено к местам своего обитания порядка 2000 животных. Тотальный учёт численности безнадзорных животных, проведённый методом прямого мониторинга студентами биофака НГУ им. Н.И. Лобачевского весной 2004 г., определил численность популяции безнадзорных животных порядка 5 000 особей, среди которых стерилизованных животных были единицы. Одно из таких животных, обитающих непосредственно вблизи университета, наблюдалось студентами в течение полугода и пропало по невыясненным обстоятельствам, предположительно погибло;
     • по данным органов санитарно-эпидемиологического и ветеринарного контроля, резко ухудшилась эпидемиологическая и эпизоотическая ситуации. В городе появились случаи заболевания бешенством людей, домашних животных и крыс. Как вынужденная мера в городе 2 раза вводился карантин на вывоз животных и проводился план противоэпизоотических мероприятий. Такого не наблюдалось более 10 лет;
     • в травмпункты ежемесячно обращались сотни покусанных людей, в том числе и дети. За 2002 г. с покусами в органы здравоохранения обратились более 4000 человек.
```

Санитарно-противоэпидемическая комиссия при правительстве Нижегородской области своим решением от 9.06.2003 г. приостановила действие программы и рекомендовала администрации города принять срочные меры по снижению численности безнадзорных животных. 1.07.2003 г. было создано внештатное отдельное подразделение при городской станции по борьбе с болезнями животных «Служба гуманного регулирования численности безнадзорных животных г. Нижнего Новгорода». Финансирование Службы осуществлялось из бюджета города. Регулирование численности безнадзорных животных стало включать в себя возможность выбраковки и эвтаназии животного. 31.07.2003 г. городская санитарно-противоэпидемическая комиссия приняла решение о разработке и подготовке новой редакции «Правил содержания собак в г. Нижнем Новгороде» и «Положения по организации отлова безнадзорных животных».
В январе 2004 г. распоряжением правительства Нижегородской области были введены в действие «Типовые правила содержания домашних животных», которые рекомендуется принять за основу при разработке муниципальных правил содержания животных в городах Нижегородской области. В основе типовых правил легли положения ветеринарного законодательства и Постановление Совета Министров № 449 от 1980 г.

В период действия программы работы по отлову, стерилизации, временному содержанию, мониторингу численности безнадзорных животных, транспортировке умерших животных на утилизационный завод осуществлялся Нижегородской областной общественной организацией «Экополис», а контроль за её соблюдением был возложен администрацией города на сотрудников НООУ "Экоцентр"Дронт". По итогам конкурса, проводимого Европейским Союзом и США, экологический центр «Дронт» вошёл в десятку НПО России, внёсших наибольший вклад в развитие демократии и формирование гражданского общества в стране, а в 2015 году Министерство юстиции Российской Федерации внесло нижегородский экологический центр «Дронт» в реестр некоммерческих организаций, исполняющих функции «иностранных агентов», и он был вынужден приостановить свою деятельность в России. Как утверждала директор НООО «Экополис», зоозащитница Александра Хуртина, её организация не справилась с задачей из-за недостаточного финансирования, однако в период действия программы, она заявляла, что финансирование работ по стерилизации бюджет города осуществляет в полном объёме

#### Второй запуск программы в 2013 году
Повторно программа ОСВВ на бюджетные средства была запущена в городе в 2013 году. Государственный подряд на её осуществление выиграла частная фирма ООО «Зоозащита НН», принадлежащая директору книжного издательства «Деком» и руководителю фонда «Сострадание» Владимира Гройсмана, занимающегося, по его словам «благотворительностью для собак».
В 2015 году депутаты законодательного собрания Нижегородской области приняли во втором окончательном чтении закон «О безнадзорных животных», инициатором которого выступил заместитель председателя регионального парламента, член «Единой России» и строитель по образованию Александр Табачников. Разработку закона Табачников поручил ещё в 2013 году местному депутату заксобрания, бизнесмену Владимиру Панову. Местный закон предусматривает, что после проведения всех стерилизации собак, их отпускают. Отлов безнадзорных животных с целью умерщвления запрещён
В апреле 2016 года Гройсман заявил о «существенных успехах», сообщив, что за два года его фирмой было отловлено, стерилизовано, привито и выпущено обратно на городские улицы более 10 000 собак, из них 7000 особей — за счёт бюджета, 3000 — за его личные средства. Бизнесмен подчеркнул, что только ОСВВ, по его мнению, может служить надёжным барьером для защиты города от бешенства
Однако через месяц — в мае 2016 года в Автозаводском районе города произошла вспышка бешенства — на улице Переходникова стая собак набросилась на заражённую лисицу и растерзала её, в результате чего специалистам государственного комитета ветеринарного надзора Нижегородской области в рамках карантинных мероприятий пришлось в авральном порядке отлавливать 61 бродячую собаку, из них 59 были подвергнуты эвтаназии. В декабре 2016 в городе был снова выявлен очаг бешенства — в Приокском районе заражённая лиса проникла на территорию Водоканала, где она контактировала с двумя собаками
В 2016 году в местные СМИ неоднократно жаловались местные жители, пострадавшие от нападения стай бродячих собак и наблюдавшие скопление этих зверей близ детских садов Нижнего Новгорода,а городской портал «ПроГород» отмечал, что участились случае укусов бродячими собаками как людей, так и домашних собак.
В ноябре 2016 года городская администрация сообщила, что программа ОСВВ показала свою эффективность и будет продолжена, в 2017 году на бюджетные средства частная фирма Гройсмана планирует отловить, а затем выпустить обратно на волю 3500 собак, также уточняется, что за три года было стерилизовано более 12 тысяч собак. При этом руководитель фирмы попросил увеличить финансирование и при подготовке проекта бюджета Нижнего Новгорода на 2017 год заложить 5 млн рублей на стерилизацию безнадзорных животных. В декабре 2016 года директор департамента благоустройства и дорожного хозяйства Андрей Жижин сообщил, что бюджетное финансирование мероприятий по «гуманному регулированию численности безнадзорных животных» в 2017 году будет увеличено в 2,5 раза и составит более 15 миллионов рублей.
В марте 2017 года местные СМИ продолжали сообщать о случаях нападений уличных стай собак на людей и покусах детей. В частности, в Сормовском районе города.
В апреле 2017 года инициатор внедрения ОСВВ в регионе и руководитель местного отделения «Единой России» Александр Табачников покинул пост заместителя главы Законодательного собрания, перейдя на работу в Росатом. Через несколько дней Прокуратура Нижегородской области внесла протест на пункт 2 части 8 статьи 7 регионального закона о безнадзорных животных, согласно которому их нужно выпускать в естественную среду обитания после отлова, вакцинации и стерилизации и предложила Законодательному собранию региона его отменить. Председатель комитета по агропромышленному комплексу Заксобрания Александр Ефремцев заявил, что протест прокуратуры будет удовлетворён — стерилизованных бродячих собак не будут выпускать обратно на улицы, их будут содержать в приютах и пристраивать гражданам.
В июле 2017 года в Канавинском районе неизвестные отравили двух стерилизованных собак в ошейниках, живших во дворе многоэтажного жилого дома, которые по словам бизнесмена Гройсмана, получившего тендер на ОСВВ, были «прирученными», «полудомашними» и «любимцами детей».
В ноябре 2017 года жительница Нижнего Новгорода взыскала по суду с мэрии города 7000 рублей за то, что её покусала на улице бродячая собака с биркой в ухе, свидетельствующей о том, что животное стерилизовано частной фирмой Гройсмана на бюджетные средства и выпущено на улицу для безнадзорного обитания. По данным, приведённым адвокатом потерпевшей, в 2016 году администрация Нижнего Новгорода выделила частной фирме Гройсмана ООО «Зоозащита НН» на стерилизацию и выпуск бездомных зверей на городские улицы более 6 млн рублей, в 2017 году — более 14,5 миллионов. Органы санэпиднадзора не смогли дать ей гарантий в том, что собака с биркой в ухе не представляет опасность для заражения бешенством, так как фирма Гройсмана ведёт учёт по вакцинации от бешенства выпущенных ей на улицы бродячих собак. Пострадавшая была вынуждена пройти курс прививок, который вызвал у неё осложнения..

### Ростовская область
В июле 2016 года после личного обращения депутата Госдумы РФ от КПРФ Олега Лебедева и сбора нескольких тысяч подписей зоозащитной общественности с просьбой запретить отлов с последующим усыплением бродячих собак, губернатор региона Василий Голубев подписал постановление, согласно которому бездомных собак и кошек, отловленных в городах области будут стерилизовать и обратно выпускать на волю. При этом больные или агрессивные безнадзорные животные подлежат медикаментозной эвтаназии.. Ранее в Ростове действовал безвозвратный отлов. Осенью 2016 года в местных СМИ появились сообщения, что в регионе снова появились догхантеры, которые разбрасывают отравленные «угощения» на улицах города.. В ноябре 2016 года местные СМИ сообщили, что за год от жителей Ростова поступило 47 жалоб на соседство со стаями бродячих собак, которые проживают на детских площадках и возле мусорных контейнеров, однако мэрия предложила гражданам по всем подобным вопросам обращаться в организацию, занимающуюся программой стерилизации.
Идеолог ростовской ОСВВ — местный бизнесмен Сергей Меньшиков, ранее он владел сетью аптек, занимался девелоперской деятельностью в сфере элитной недвижимости, а также развивал проект полнометражного художественного фильма. В феврале 2017 года он заявил что для эффективности ОСВВ необходимо увеличить финансирование до 17 миллионов рублей в год, при текущем годовом бюджете ЦБЖ (Центра бездомных животных) 10 миллионов рублей. Помимо муниципального учреждения, где с 2016 года стерилизуются собаки для последующего выпуска обратно на улицы, Меньшиков создал АНО «Собачий патруль» для работы по методике ОСВВ, пообещав вложить в него 500 000 рублей личных средств
Весной 2017 года в СМИ начали поступать сообщения о массовых отравлениях бездомных собак в различных районах Ростова-на-Дону.
7 марта 2017 года Верховный суд России отменил решение регионального суда, запретив подрядчикам выпускать бродячих собак после проведения процедуры стерилизации в места их отлова. Такого решения добился ростовский активист Константин Загика, что положило запрет проводившейся с июля 2016 года властями области методики ОСВВ

### Санкт-Петербург
.

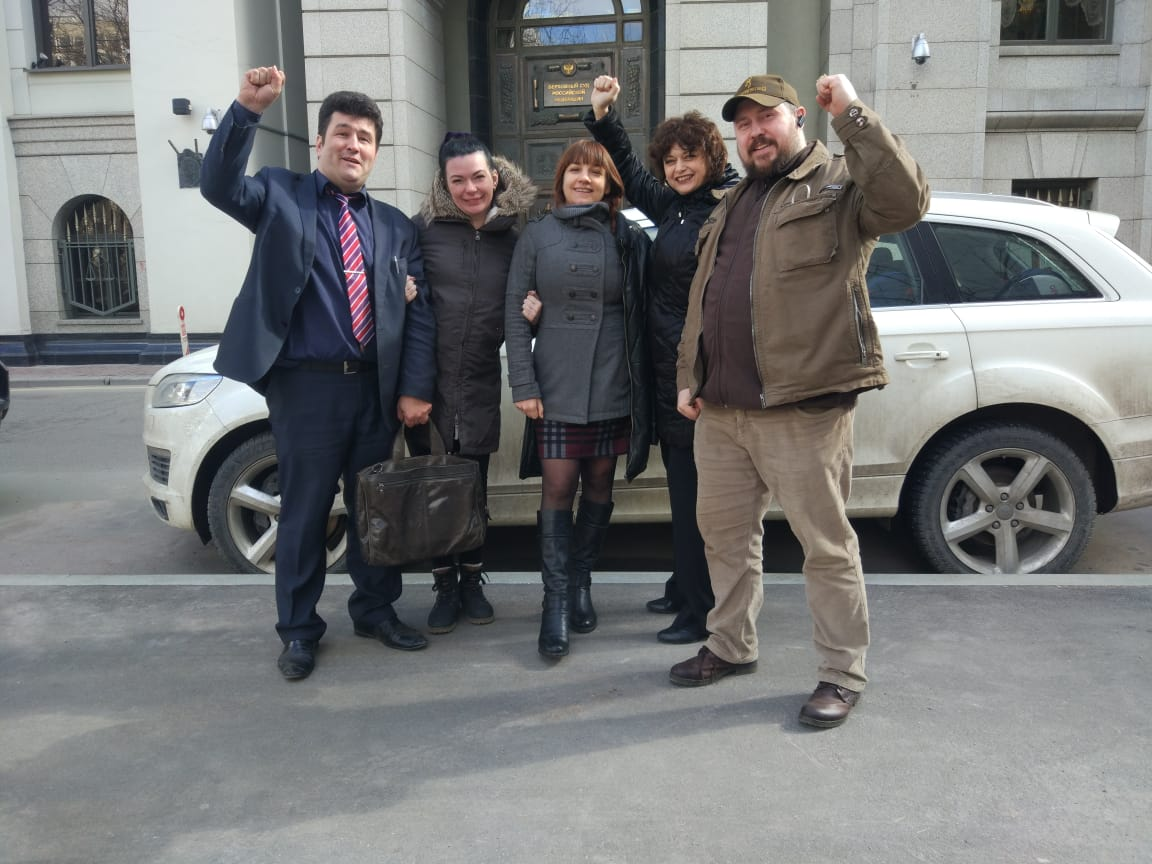
Активисты, добившиеся решения о запрете ОСВВ в Санкт-Петербурге возле здания Верховного суда РФ

Осенью 2005 года правительство города разработало постановление «О концепции отношения к безнадзорным животным». Концепция провозглашала «гуманное отношение к бродячим животным» и запретила их истреблять. На деньги из городского бюджета была запущена программа ОСВВ, в 2006 году на неё было выделено 845 тыс. рублей, 820 собакам под кожу был вшит микрочип, с помощью которого ветеринарные службы могли отличать стерилизованную особь от нестерилизованной.. В ноябре 2008 года стая из 15 собак атаковала прохожих возле продовольственного ларька в Адмиралтейском районе. Спасаясь от атаки собачьей стаи, людям приходилось выбегать на проезжую часть с интенсивным движением. В 2007 и 2008 годах на программу стерилизации было выделено по 3,5 млн рублей, стерилизация одной бездомной собаки, у счётом стоимости медикаментов обходится бюджету в 10 тыс. рублей, но исполнители городского заказа не выполнили условия договора и не проводили стерилизацию должным образом. В марте 2009 года по данным управления ветеринарии на улицах города постоянно обитало около 7 тыс. безнадзорных собак.
С 2006 по 2013 годы врачи ветклиники имени Айвэна Филлмора по поручению Правительства Петербурга кастрировали более 18500 безнадзорных собак обоих полов. Операция проводится по скоростной методике, разработанной в самой клинике, не предусматривает лечение антибиотиками, проводится под полным наркозом и уже через несколько часов после её завершения, собака оказывается на улице. Руководитель клиники — зоозащитник Юрий Микитюк считает, что усыпление собак не допустимо — им нужно дать возможность доживать в городских парках.
В 2014 году по городу прокатилась волна отравлений бездомных собак догхантерами. Свои действия эти граждане объясняли тем, что «бесхозным собакам не место на улицах». В 2016 году зоозащитники рассказали, что находят в Таврическом и Матвеевском садах колбаски, перевязанные чёрными ленточками с чёрными таблетками, по их данным, это — соли синильной кислоты, которыми неизвестные граждане травят бездомных собак.
За 10 лет действия программы стерилизации, численность бездомных собак не уменьшилась: по состоянию на 2015 год, по данным городского комитета ветеринарии, она по-прежнему составляла около 7000 особей.
В 2015 году государственный подряд на 27 миллионов рублей на стерилизацию, вакцинацию и возврат на улицы города собак выиграла частная ветеринарная клиника «Ветеринарный госпиталь» Юрия Микитюка. Данное учреждение, известное такжке как «Ветеринарная клиника Айвэна Филлмора», по имени своего основателя-гражданина США, осваивает бюджетные подряды по программе ОСВВ с 2006 года. С 2012 года на базе клиники был создан и функционирует благотворительный фонд помощи бездомным животным «Сохрани жизнь».
В ноябре 2016 года управление ветеринарии Санкт-Петербурга объявило тендер на электронное чипирование, вакцинацию против бешенства и кастрацию бездомных собак. Стоимость всего комплекса услуг объявлена в 5,4 млн рублей. На эти деньги планируют стерилизовать 2046 животных — на каждое из них выделено 2640 рублей. За первое полугодие 2017 года в городе специалисты поймали 603 бродячих животных для кастрирования и чипирования. Для сокращения применения наркоза, животных стараются подвергнуть операции сразу после отлова. Перед выпуском обратно на улицы на собак заводят карточки с описанием, её примерным адресом обитания и фотографией. В среднем все процедуры совершают за три дня
По данным зарубежных зоозащитников, один из частных приютов также выпускает стерилизованных собак для обитания на улицах Санкт-Петербурга
Как утверждает президент благотворительного фонда помощи животным «Большие сердца» Анастасия Комагина, в Санкт-Петербурге, который много лет считается примером «успешного» ОСВВ — несчастных собак на самом деле много лет подряд вытравливали догхантеры и вывозили в районы Ленинградской области зоозащитники, пытаясь спасти их от расправ

### Тульская область
С июля 2013 года вступил в силу областной закон о наделении органов местного самоуправления государственными полномочиями по организации мероприятий по предупреждению и ликвидации болезней животных, их лечению, защите населения от болезней, общих для человека и животных. На его реализацию в региональном бюджете заложено 12 млн рублей. В Щёкинском районе в рамках выделенных 400 тысяч рублей была начата работа по отлову безнадзорных животных, их содержанию, кастрации (стерилизации), умерщвлению (эвтаназии) и утилизации (захоронению). Был проведён конкурс, по итогам которого определена организация для выполнения данных работ — частный тульский ветцентр «Любимец». В сентябре 2013 года был начат сбор заявлений от жителей района на отлов животных, за месяц поступило 19 заявок, в них указывались стаи по 5-20 собак.
17 апреля 2014 года в Щёкинском районе на окраине города было найдено изуродованное тело 23-летнего местного жителя. По версии следствия, он умер от болевого шока и кровопотери, вызванных нападеним бродячих собак. 30 января 2015 года было возбуждено уголовное в отношении администрации Щёкинского района. Чиновников подозревают в «Халатности, повлёкшей смерть по неосторожности», они недобросовестно отслеживали численность собак в Щёкино, а расплодившиеся псы, сбившись в стаи, насмерть загрызли горожанина.
В 2016 году на территории Щёкинского района было отловлено, стерилизовано (кастрировано) 970 безнадзорных животных. В 2017 году предполагается принять те же меры в отношении 840 безнадзорных животных. В соответствии с Законом Тульской области от 03.06.2013 № 1952-ЗТО только 10 % от общего количества безнадзорных животных подвергаются эвтаназии (по заключению специалиста в области ветеринарии), остальные 90 % подлежат стерилизации (кастрации), чипированию и возвращению в места обитания на улицы городов. Особенность местного законодательства: заявки от граждан на отлов принимаются только в письменном виде, по закону органы власти должны пригласить такого человека на процедуру отлова животных, а через 10 дней — на процедуру выпуска на свободу пролеченного и стерилизованного пса. По состоянию на март 2017 года, отловом собак в районе занимается ООО «Континент». Местная газета «Щёкинский химик» сообщает от начале собачьих свадеб в городе, указывает, что территориальная агрессия собак стерилизацией не снимается и рекомендует жителям не «не создавать пограничных ситуаций», не ходить в вечернее время по городу одним и предлагает с целью обеспечения личной безопасности вызывать такси
В сентябре 2017 года правительство региона исключило из законодательства возможность возвращения стерилизованных собак в среду обитания, после 4 лет экспериментов ОСВВ была прекращена.

### Тюмень
В августе 2010 года в городе стартовала акция по стерилизации и обратному выпуску на улицы собак «Животные в городе», которую проводила руководитель областной общественной организации защиты животных Анна Москвина. Стерилизованным собакам вешали специальные идентифицирующие светоотражающие ошейники с личным медальоном. Средства на их приобретение выделила администрация центрального административного округа Тюмени
В 2010 году, по данным городского комитета по благоустройству, количество отловленных бездомных животных составило 3920, из них было вакцинировано и стерилизовано 702, 152 обрели новых хозяев, в места прежнего обитания выпустили 154.
В 2011 году отловом, стерилизацией и выпуском обратно собак занималась муниципальная организация «Леспаркхоз», действовала одна бригада, которая могла отловить в день не более 4 животных. Ловцы жаловались, что большинство животных разбегаются и прячутся на закрытых территориях промышленных предприятий. Стоимость отлова — до 2100 рублей, суточное содержание в приюте с 23 специально оборудованными вольерами — 231 рубль
По состоянию на 2014 год, в городе несколько лет действовала ОСВВ, безвозвратный отлов был запрещён. В этом году жители Тюмени, покусанные бродячими собакам 846 раз обращались за медицинской помощью. Был представлено 8600 заявок на отлов безнадзорных собак, но специалисты «ЛесПаркХоза», занимавшиеся возвратной стерилизацией, сумели поймать лишь более 1000 из этих зверей.
В 2015 году стерилилизованным собакам перед выпуском обратно на городские улицы вставляли электронные чипы.
По состоянию на 2016 год, по методике ОСВВ в областной столице работали как муниципалы — «ЛесПаркХоз», так и общественные и благотворительные организации: «Потеряшки», "Общество защиты животных «ЖиВи». Инициаторами её внедрения были председатель ТООО «ОЗЖ», руководитель приюта «Лучший друг» Анна Москвина и депутат Тюменской областной думы, руководитель фракции ЛДПР, менеджер по образованию, Глеб Трубин, пытающийся закрепить эту методику в местном законодательстве. Мнение об принципах обращения с бродячими собаками в 2017 году вызывали конфликт между депутатами и мэрией Тюмени в 2017 году: 25 тысяч рублей тратится на отлов, стерилизацию и содержание одного животного, этих животных в городе около 9 тысяч. В бюджет города заложено 225 млн рублей на это. Выпущенные на свободу собаки маркируются красными ошейниками. Председатель комиссии по экономической политике и ЖКХ Юрий Баранчук возмущался тем, что «деньги на отлов тратятся, а собаки не ловятся», депутаты предлагали отстранить коммунальные службы от отлова и передать все бюджетные средства для реализации методики ОСВВ зоозащитной общественности
.
За 2016 год МКУ «ЛесПаркХоз» отловило 1,6 тыс. животных, 835 собак вернулись в «естественную среду обитания». Депутат городской думы Александр Лейс заметил, что из районов школ № 91 и № 48 поступает много обращений от молодых мам с колясками, велосипедистов, людей, занимающихся скандинавской ходьбой, об агрессивных собаках.
В июле 2017 местные СМИ сообщали, что в районе Лесобазы в Тюмени отловленных бездомных собак «привезли в ГАЗельке и выпустили, и одна из озлобленных дворняжек напала сразу на троих несовершеннолетних»
В августе 2017 года журналисты тюменского портала vsemetri провели опрос жителей: что делать с бродячими собаками.
Более половины опрошенных (51,1 %) решили, что бездомных собак надо усыплять, поскольку они представляют серьёзную опасность. 25 % сочли необходимым строить приюты. В меньшинстве остались сторонники ОСВВ: 11,7 % опрошенных уверены, что бродячих животных необходимо «стерилизовать и выпускать в знакомую среду»

### Новгородская область
С 2016 по 2017 года в Великом Новгороде АНО «Жизнь» занималось освоением бюджетных средств по методике ОСВВ, более 30 процентов отловленных и стерилизованных собак выпускались на улицы города. Филиалы общественной организации «Жизнь» в Пестове — «Лучик жизни» — и в Старой Руссе — «Дружок» также исполняли муниципальные контракты.
В августе 2017 года Следственный комитет РФ проводил доследственную проверку уголовно-правовой оценке действий чиновников городской администрации, на которых возложена обязанность по обеспечению безопасности граждан. Это произошло после того как инициативная группа местных жителей через социальные сети обратились к врио губернатора Андрею Никитину с просьбой решить проблему бродячих собак и пожаловались на бездействие властей Великого Новгорода. Они указывали что в городе за месяц произошло несколько нападений стай животных на женщин и детей, в том числе на детских площадках. В конце августа 2017 года ушла в отставку начальник комитета ЖКХ Оксана Тужилина, при которой в городе вводилась ОСВВ. Её отставку СМИ связали с проблемой бродячих собак
С января по июнь 2018 года отловом животных по муниципальному контракту в Великом Новгороде занимался Фонд «Спасение», стоимость контракта на полгода составляла 1 000 000 рублей. Однако в 2018 году ОСВВ была запрещена введением поправок в постановление Правительства Новгородской области, регламентирующего работу с безнадзорными животными, что вызвало недовольство зоозащитной общественности, получавшей финансирование на отлов и стерилизацию

### Марий Эл
С начала 2019 года в Оршанском районе, впервые в республике, отработана схема отлова и стерилизации по новому законодательству: на улицах городов стали появляться бесхозные собаки с желтыми бирками в ушах. Контракт был подписан с Благотворительным фондом "Приют для собак «Динка». По условиям договора было отловлено 26 собак и щенков. 12 крупных взрослых неагрессивных, по мнению подрядчика, собак были выпущены обратно с бирками в ушах. К проекту присоединились и другие районы республики. В Советском районе создано МКУП «Спектр». В Козьмодемьянске и Звенигово безвозвратный отлов тоже был заменен волонтерской организацией, действующей по методике возвратной стерилизации.
В конце марта 2019 года местный портал опубликовал иллюстрированный материал о том, как в пригороде Йошкар-Олы поселилась стая из 8 крупных собак, которые ведут себя агрессивно и нападают на прохожих, при этом издание сообщило, что местная администрация бездействует.
В ноябре 2019 года жители республики жаловались в СМИ, что по столице Марий Эл бродят бездомные собаки рядом с образовательными учреждениями, которые пугают маленьких детей и нападают на людей.

### Оренбургская область
Весной 2023 года в Оренбурге свора собак, часть из которых имели ушные клипсы, насмерть загрызла мальчика-второклассника. После этого резонансного случая, депутаты регионального Законодательного собрания подняли вопрос об неэффективности ОСВВ В 2024 году в Оренбургской области в связи с усугубением проблемы с бездомными собаками, в частности, с участившимися нападениями на детей, на взрослых, депутаты поддержали закон о введении спецрежима из-за бродячих собак, включающий безвозвратный отлов собак прошедших ранее процедуры ОСВВ.

## Финансовые показатели. Лидеры рынка
В 2018 году на отлове и стерилизации собак в различных регионах России было освоено по тендерам госзакупок из бюджета 707 миллионов 910 тысяч 449 рублей. Стоит отменить, что в 2018 году ОСВВ проводилась лишь в небольшой части российских субъектов федерации. В частности, в районах Московской области фирма эстрадной певицы Илоны Броневицкой АНО «ЦСБЖ» получила из бюджета региона около 22, 3 миллионов рублей. Фирма «Зоозащита НН» Владимира Гройсмана в Нижнем Новгороде освоила 14,8 миллионов рублей. Калининградское КРОО помощи бездомным животным «Право на жизнь» предпринимателя Натальи Галяс — 14,9 миллионов рублей.

## Судебные запреты и законодательное принятие
В январе 2017 года Верховный суд Российской Федерации принял решение об отказе от практики обратного выпуска в «прежнюю среду обитания» стерилизованных бродячих собак. Такое постановление судом было вынесено по иску гражданского активиста из Ростова-на-Дону, по мнению которого, свободно обитающие бездомные собаки — потенциальные разносчики опасных инфекций, а также представляют угрозу для общественной безопасности. Активисту удалось доказать, что безнадзорные хищные животные, обитая без контроля ответственного хозяина, являются причиной нарушения его права на здоровую окружающую среду.
. В марте 2017 года решением Вологодского областного суда ОСВВ была запрещена как противоречащая санитарно-эпидемическому законодательству, в этом регионе она проводилась с 2015 года, в самой Вологде — с 2009 года В апреле 2017 года областная прокуратура потребовала запретить ОСВВ в Нижнем Новгороде. В сентябре 2017 возможность возвращения стерилизованных собак «в среду обитания» была исключена из законодательства Тульской области. В октябре 2017 прокуратура Калининградской области внесла протест на положения местного законодательства, подразумевающего выпуск стерилизованных собак в городскую среду. В ноябре 2017 года местный суд запретил проведение ОСВВ и в Перми, отменив правила, принятые в Пермском крае в 2014 году, согласно которым допускалось выпускать на городские улицы для безнадзорного обитания стерилизованных зверей с бирками в ушах. В 2018 году были введены поправки в постановление Правительства Новгородской области, регламентирующего работу с безнадзорными животными, запретившие возвращение стерилизованных собак обратно на улицу. 9 октября 2018 года городской суд Санкт-Петербурга по иску местной жительницы запретил возврат на улицу бродячих собак после стерилизации. В октябре 2018 году в Мурманской области после требования прокуратуры было запрещено проведение ОСВВ, после того как выяснилось, что за несколько лет действия программы подрядчики простерилизовали не более 5 % от безнадзорных собак, а по данным Мурманской областной станции по борьбе с болезнями животных, методика ОССВ лишь поддерживала популяцию этих животных, но никак не сокращала её.
В декабре 2018 года Государственная дума РФ приняла в 3 чтении закон «Об ответственном обращении с животными», согласно которому единственным способом обращения с безнадзорными собаками будет лишь стерилизация и последующее возвращение в «прежнюю среду обитания», то есть на улицы. Собаки с нечитаемыми и неснимаемыми бирками будут не подлежать отлову, любое неагрессивное животное сразу после стерилизации должно быть выпущено из приютов в городскую среду. Законопроект был одобрен Советом Федерации и 27 декабря 2018 года подписан Президентом РФ, проводить ОСВВ согласно этому закону предписывается с 2020 года, нормативные акты разработать в течение 2019 года.
27 марта 2019 года Верховный суд РФ оставил без изменений решение суда Санкт-Петербурга, запретившего выпускать в городскую среду стерилизованных бродячих собак для безнадзорного обитания.

## Законодательные изменения в 2023 году
В апреле 2023 года спецпредставитель президента РФ по вопросам природоохранной деятельности, экологии и транспорта Сергей Иванов заявил, что регулярные случаи убийства бродячими собаками людей говорят о необходимости изменения законов и усыпления таких животных, если их после отлова не забирают из приютов:
надо быть реалистом, то, извините, скажу страшную вещь, такие собаки должны гуманно умертвляться, если мы хотим, чтобы не было бездомных собак, которые бродили по улицам и регулярно убивали людей
12 апреля 2023 года группа депутатов, в число которых вошли 16 представителей всех фракций (кроме КПРФ), в том числе глава комитета по экологии Дмитрий Кобылкин («Единая Россия») и депутат от «Новых людей» Сардана Авксентьева внесли законопроект. Его поддержало правительство РФ. Документ разрешает регионам принимать собственные законы по обращению с бродячими животными. Что было расценено зоозащитными активистами как скорый запрет ОСВВ .Закон был принят и вступил в законную силу с момента подписания президентом РФ 24 июля 2023 года, однако возможность проводить ОСВВ для собак была в нем оставлена на усмотрение регионов.

## Отношение населения

Митинг в поддержку ОСВВ для бездомных собак. Москва. 2010 год

Согласно данным социологического исследования, проведённого в 2016 году на тему «Отношение населения к выпуску на прежнее место обитания безнадзорных и бесхозяйных животных в рамках внедрения программы ОСВВ», проведённого Московским обществом испытателей природы, имеет место неприятие населением методики. В частности, против ОСВВ высказались 74 % опрошенных из сельского населения, за высказались 5 %. Из городского населения 55 % против ОСВВ и за — 14 %.
Зафиксированы случаи активного противодействия местными жителями возврату стерилизованных собак в места поимки. В марте 2019 года жители микрорайона «Боровское» Тюмени избили зоозащитницу Анну Москвину которая привезла выпускать в их двор бродячих собак, который ее муж ИП Москвин до этого отловил и возил на стерилизацию за бюджетные деньги. Как уточняет издание «Вслух», «нападение произошло во дворе, жители которого выступают за расправу над неудобными животными».
Тюменский портал «Наш город» в мае 2019 года провел опрос своих читателей на тему: «Как решить проблему бродячих собак в Тюмени?». Лишь 1 % из опрошенных заявили, что собаки им не мешают и должны жить на улицах города. 29 % проголосовали за отлов и эвтаназию.
В мае 2019 года общественность из микрорайона Шлюз Новосибирска обратилась в горсовет и заксобрание c требованием не допускать к решению вопроса с бродячими собаками дилетантов-зооактивистов, которые «хотят навязать городу метод ОСВВ».

## Позиция ветеринаров
Всемирная организация по охране здоровья животных (бывш. Межправительственная ветеринарная ассоциация — Международное эпизоотическое бюро) не рекомендует использовать метод ОСВВ там, где большинство собак, как и в России, домашние, а основная причина появления бездомных собак — выбрасывание их и их потомства на улицу. ОСВВ легализует явление бездомности, и с ним уже не получится никогда справиться. В своём Кодексе здоровья наземных животных организация утверждает, что проблемы, вызванные свободно обитающими и неконтролируемыми стерилизованными собаками, такие как шум, фекальное загрязнение, укусы и дорожно-транспортные происшествия могут создавать негативные последствия как для населения, так и для животных, и поэтому для решения проблемы необходим безвозвратный отлов и работа с населением по воспитанию ответственного обращения со своими животными.
Руководитель Госветинспекции — главный государственный ветеринарный инспектор Приморского края Дмитрий Кузин отмечает, что и после стерилизации бродячие собаки остаются переносчиком опасных для человека заболеваний, им необходимо проводить регулярную ревакцинацию от бешенства, а напугать и укусить может даже внешне не агрессивное животное. По его мнению, населённые пункты — это территория людей, а концепция, проповедуемая борцами за права животных о том, что люди должны привыкнуть жить рядом с безнадзорными животными не может быть реализована.
Главный государственный ветеринарный инспектор Республики Саха (Якутия) Лариса Макарова считает, что метод ОСВВ подходит только для кошек, но не для собак. По её мнению, эвтаназия — это более гуманный способ, чем обрекать животное на мучения, отпуская его на самостоятельное существование

## Мнение санитарных врачей
В 2017 году бывший главный санитарный врач России, депутат Госдумы РФ Геннадий Онищенко заявил, что нахождение бродячих собак на улицах городов неприемлемо — их нужно отлавливать, при этом невостребованных животных усыплять гуманными методами

## Мнение биологов
В 2016 году старший научный сотрудник Института проблем экологии и эволюции РАН Андрей Поярков, который в 1990-х годах был одним из инициаторов метода ОСВВ в России, сообщил, что при проведении ОСВВ в российских городах, цели её применения не ясны даже её организаторам: чтобы число бездомных собак сокращалось и в конце концов сошло на нет или оставалось постоянным на каком-то уровне? Не изучены и последствия стерилизации: как она в реальности влияет на популяцию, на агрессивность животных. Не установлены оптимумы стерилизации — сколько именно нужно стерилизовать?
Кандидат биологических наук Наталья Седова, защитившая диссертацию по теме «Экологический анализ ситуации с бездомными собаками в Республике Карелия» считает, что использование ОСВВ ни в коем случае не должно быть массовым и обязательным.
Заведующий кафедрой зоологии и экологии КемГУ Николай Скалон утверждает что классическая бездомная собака — это дворняжка, которую никто не бросал: она родилась от беспризорной матери или полудворовой собаки, которая также беспризорно гуляла. Действительно домашних животных, по его оценке, на улице меньше 1 %. По мнению профессора, невозможно вводить для них норму пожизненного содержания: на это не хватит никаких ресурсов, а возвратная стерилизация не решает проблемы: собаки остаются на улице, только в оперированном состоянии. По мнению Скалона, нужно смотреть на опыт СССР, и на опыт безвозвратного отлова в США, которые соразмерны России по территории.
Заведующий сектором охраны природы московского региона ВНИИ Природы, кандидат биологических наук Борис Самойлов считает, что зоозащитники, проводящие ОСВВ, занимаются «вредным и бессмысленным занятием» с позиции охраны природы. Собаки на природных территориях в черте городов, по его мнению, это серьёзный фактор, приводящий к сокращению и уничтожению других видов. В частности, по вине собак в период действия московской программы ОСВВ, из Серебряного бора исчезли зайцы-русаки, зайцы-беляки, ласки, некоторые виды птиц, которые гнездятся на земле, а ежей, по свидетельству учёного, там собаки просто разрывали на куски ради развлечения
Кандидат биологических наук ПетрГу Владимир Рыбалко отмечает, что в городе, где большинство собак являются владельческими, либо бывшими владельческими, программы ОСВВ не могут быть основными, поскольку они легализуют выбрасывание недобросовестными хозяевами собак на улицу
.

## Мнение кинологов
Кинолог Елена Типикина считает подход, когда собак отпускают на улицу после стерилизации и вакцинации, опасным и бесполезным, в том числе и потому, что «на местах этих животных всё равно будут убивать догхантеры или коммунальщики, зачищающие территорию перед Чемпионатом мира 2018 года по футболу или ещё каким-нибудь ответственным мероприятием». Типикина считает, что стаи собак, даже стерилизованных и прошедших вакцинацию, не лишаются агрессии. Стерилизованные собаки лишаются только одного вида агрессии: по половому признаку. Количество же покусов, согласно статистике, приведённой Типикиной, после стерилизации в отношении людей увеличивается на 20-30 %. Гадить на газоны бродячие животные не перестанут, а это означает, что чистота города, даже при условии дисциплинированных хозяев домашних животных, останется прежней. Это грозит разнесением опасных заболеваний через собачьи фекалии, например, лептоспироза. По её мнению, отловленных животных необходимо содержать в муниципальных приютах, проведя им необходимые процедуры и выдержав карантин в течение месяца, после чего заботу об них должны взять добровольцы, забирающие их к себе, или общественные приюты.
Судья Российской кинологической федерации , экс-руководитель кинологической службы УМВД по Калининградской области, полковник полиции в отставке Виталий Латышонок признаёт, что агрессивность безнадзорных собак не зависит от стерилизации, а специалисты, которые утверждают обратное, просто защищают свой бизнес. По его мнению, «чем больше псов бегает по улицам, тем лучше для тех, кто зарабатывает на этом деньги».
В январе 2018 года на конференции в Москве, проходившей в рамках Всероссийской акции «В защиту правильной охоты и кровного собаководства» было отмечено, что программа ОСВВ «основана на старых фальсификациях, которые так никто формально не проверил».

## Критика метода ОСВВ зоозащитниками
В 2016 году на I Всероссийском форуме «Безнадзорные животные в городской среде» зоозащитник Андрей Тимесков предложил пересмотреть программы ОСВ и ОСВВ, которые он считает негуманными, с тем, чтобы принудительной кастрации и пожизненному помещению в приют подвергались только те особи, которые склонны к немотивированной агрессии в отношении людей и животных. Все дружелюбные и мирные индивидуумы должны быть помечены особым образом (ошейник или клипса) и выпущены на волю с целью улучшения генофонда уличных животных в сторону смягчения характеров.
Как отмечала «Новая газета» в 2016 году, зоозащитники разделились на два лагеря: идеалисты считают, что ни одно живое существо убивать нельзя, нужно использовать программу ОСВВ (отлов — стерилизация — вакцинация — возврат на улицу); реалисты полагают, что это неэффективно, а безнадзорных собак на улицах быть не должно: их нужно отлавливать и помещать в приюты, а если приютов не хватает — усыплять. Руководитель Центра защиты прав животных «Вита» Ирина Новожилова в 2016 году отмечала, что система ОСВВ малоэффективна, поскольку это борьба «со следствием, а не с причиной» и что деньги на неё эффективнее было бы направить на льготную стерилизацию животных в ветеринарных клиниках для малоимущих граждан. По мнению руководителя Центра правовой зоозащиты Светланы Ильинской, оставлять животное на улице гораздо более жестоко, чем усыплять его. В Центре систему ОСВВ считают малоэффективной, мошеннической, псевдогуманной, затратной и не выполняющей своей прямой функции — сокращения количества бездомных животных. Как считает Ильинская, невозможно простерилизовать 100 % бездомных животных, оставшиеся будут размножаться, и численность стаи будет восстанавливаться, это бесконечная растрата государственных денег. Руководитель зоозащитного фонда «Большие сердца» Анастасия Комагина считает, что ситуации, когда граждане начинают массово травить бездомных собак характерна для тех регионов, где реализуется ОСВВ.

## Реакция в СМИ
В феврале 2017 года правительственная «Российская газета» опубликовала репортаж своего обозревателя Юрия Снегирева, побывавшего в районах Московской области, где с 2014 года реализуется ОСВВ. Он обнаружил многочисленные стаи бродячих собак, живущие посреди жилых районов и обитающих, в том числе, на детских площадках. Из этих животных, лишь одна собака имела жёлтую бирку в ухе, свидетельствующую о стерилизации. Журналист охарактеризовал программу стерилизации как «химера» и «отмыв денег». Он спрогнозировал рост числа догхантеров среди местного населения, отметив, что местные молодые матери уже хвастаются друг перед другом в интернет-форуме кто из них больше отравил непрошеных четвероногих гостей во своих дворах, которых туда привозят и выпускают в стерилизованном виде